# 新兴镇 (涡阳县)
新兴镇，是中华人民共和国安徽省亳州市涡阳县下辖的一个乡镇级行政单位。

## 行政区划
新兴镇下辖以下地区：
新兴社区、吴桥社区、新四村、镇北村、曹王村、雪枫村、大李村、王集村、兴南村、石冢村、大曹村、曹庙村、寺后村、左楼村、中心村、宝冢村、大潘村、新华村、文明村和东华村。